# Challenger de Loughborough
El Aegon Pro-Series Loughborough es un torneo profesional de tenis. Pertenece al ATP Challenger Tour. Se juega desde el año 2010 sobre pistas duras, en Loughborough, Reino Unido.

## Palmarés

### Individuales
| Año  | Campeón            | Finalista          | Resultado     |
| ---- | ------------------ | ------------------ | ------------- |
| 2012 | Evgeny Donskoy     | Jan-Lennard Struff | 6–2, 4–6, 6–1 |
| 2011 | Tobias Kamke       | Flavio Cipolla     | 6–2, 7–5      |
| 2010 | Matthias Bachinger | Frederik Nielsen   | 6–3, 3–6, 6–1 |

### Dobles
| Año  | Campeones                       | Finalistas              | Resultado |
| ---- | ------------------------------- | ----------------------- | --------- |
| 2012 | James Cerretani Adil Shamasdin  | Purav Raja Divij Sharan | 6–4, 7–5  |
| 2011 | Jamie Delgado Jonathan Marray   | Sam Barry Daniel Glancy | 6–2, 6–2  |
| 2010 | Henri Kontinen Frederik Nielsen | Jordan Kerr Ken Skupski | 6–2, 6–4  |